# Jacques Bouveresse

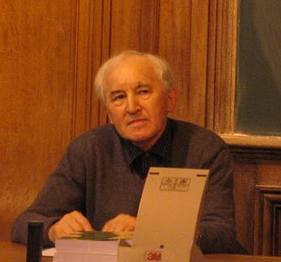
Jacques Bouveresse (2009)

Jacques Bouveresse (* 20. August 1940 in Épenoy; † 9. Mai 2021) war ein französischer Philosoph.
Er wurde u. a. für seine Arbeiten zu Wittgenstein und seine Inbezugsetzungen von analytischen und kontinentalen, insbesondere diskursanalytischen und dekonstruktivistischen Methoden und Theorieansätzen bekannt, wobei er oftmals Thesen französischer Philosophen wie Michel Foucault, Jean-François Lyotard oder Jacques Derrida kritisierte, ähnlich wie etwa den Pragmatismus Richard Rortys.

## Leben
Bouveresse wurde in Épenoy im Département Doubs (Frankreich) als Sohn von Landwirten geboren, schloss seine Sekundarausbildung am Seminar von Besançon ab und bereitete sich dann in Faverney im Département Haute-Saône zwei Jahre auf einen Bachelor in Philosophie und scholastischer Theologie vor. Er besuchte die geisteswissenschaftlichen Vorbereitungsklassen am Lycée Lakanal in Sceaux und wurde 1961 an der École normale supérieure in Paris aufgenommen. Er bestand 1965 die Agrégation (Staatsprüfung für das höhere Lehramt) im Fach Philosophie als Jahrgangsbester. 
Von 1966 bis 1969 gab Bouveresse Logikkurse an der Sorbonne, von 1969 bis 1971 war er Dozent (Maître-Assistant) an der philosophischen Fakultät (Unité d’enseignement et de recherche de Philosophie) der Université Paris 1 Panthéon-Sorbonne, dann war er bis 1975 am Centre national de la recherche scientifique (CNRS) tätig. Seine Thèse d’État (entspricht etwa einer Habilitation) erfolgte 1975 unter dem Thema „Le mythe de l’intériorité. Expérience, signification et langage privé chez Wittgenstein“, betreut von Yvon Belaval. Schon in den 1960er Jahren hatte Bouveresse begonnen, Texte analytischer Theoretiker zu lesen, was in seinem Umfeld mindestens so ungewöhnlich war wie seine Beschäftigung mit Robert Musil. Seiner analytischen Interessen wegen besuchte er Vorlesungen bei Jules Vuillemin und Gilles Gaston Granger (* 1920) – dort damals fast die einzigen, die derartige Themen verfolgten. Mit beiden verband ihn eine anhaltende Freundschaft. 
Nach Abschluss des Doctorat d’État war Bouveresse bis 1979 Lehrdozent (Maître de conférences) an der Universität Paris I, anschließend bis 1983 Professor an der Universität Genf und im Anschluss daran bis 1995 Professor an der Universität Paris I. Ab 1995 hatte Bouveresse den Lehrstuhl für Sprachphilosophie und Epistemologie (philosophie du langage et de la connaissance) am Collège de France inne, welcher den Lehrstühlen für Epistemologie (philosophie de la connaissance) von Jules Vuillemin (1962–1990) und der vergleichenden Épistémologie von Gilles-Gaston Granger (1986–1990) nachfolgte. Ab 1994 war er ordentliches Mitglied der Academia Europaea und ab 2002 korrespondierendes Mitglied der Österreichischen Akademie der Wissenschaften.

## Forschungsschwerpunkte
Bouveresse befasste sich intensiv mit Ludwig Wittgenstein, Robert Musil und Karl Kraus. Thematisch befasste er sich insbesondere mit Wissenschaftstheorie, Épistémologie, Philosophie der Mathematik, Sprachphilosophie und analytischer Philosophie. Er setzte sich sehr kritisch mit der Nouvelle Philosophie auseinander.

### Religionsphilosophie
Bouveresse verteidigte eine nichtreligiöse, nichtrelativistische, rationalistische religionsphilosophische Position. Dabei hat er 2007 auf Thesen von Jacques Ellul und Régis Debray geantwortet. Diese hatten argumentiert: Jeder Versuch, Religionen durch nichtreligiöse Ersatzformen zu überwinden, muss scheitern, weil dieser Ersatz entweder direkt religiös ist oder notwendig religiös wird. Bouveresse führt mehrere Gegenargumente ins Feld:
1. Dabei wird irrig von Faktizität (es war immer so…) auf Geltung (es muss notwendig so sein…) geschlossen.
2. Jeder Ersatz mag mit irgendeinem „Glauben“ (in Kants Sinn rein subjektiven Für-wahr-Haltens) einhergehen, aber nicht notwendig einem religiösen Glauben. Debray bekomme diesen Unterschied nicht in den Blick wegen seiner Orientierung an Émile Durkheim, der Religion nicht auf Erkenntnis von Wahrheiten, sondern Befähigung zum Handeln bezieht. Dann können beliebige Objekte und Ideen „religiös“ oder „heilig“ heißen und dann produziert jedwede allgemeine Zielverfolgung trivialerweise soziale Kohäsion und eine religiöse Herausgehobenheit des Ziels gegenüber privaten Zielen.
3. Nicht jede „Religion“ ist rational gleich gut gestellt. Eine „Religion in den Grenzen der bloßen Vernunft“ etwa ist besser gestellt als eine, welche diese Grenzen nicht kennt. Und die republikanischen Werte brachten „weniger Opfer an Vernunft und Intellekt“ und „weniger direkte Gefahren oder schädliche Nebenwirkungen“. Gerade wenn man Durkheim folgt, müsse man Religionen an ihren „Früchten“ messen und seinem Urteil zustimmen, dass nur die „Religion der Humanität“ als Zivilreligion, die u. a. „den Schutz der Persönlichkeitsrechte sicherzustellen hat“, legitimerweise „die Religion von heute sein“ kann. Das schließe aber „eine Religion vom Typ der historischen Religionen“ aus. Zu kritisieren dagegen sei, die „Früchte“ am politischen Erfolg zu messen und eine „Gesellschaft die der Vereinigten Staaten um ihren Erfolg (zu) beneiden“, da diese, „weniger weiß und in einem … traditionellen … Sinn … religiös bleibt, um mehr zu können“.

Stattdessen wird der Ausgangsbefund für Bouveresse durch folgende Hypothesen besser erklärt:
1. Die Ersatzreligionen waren schlicht entweder gar keine richtigen Religionen oder nicht überzeugend genug.
2. Gegen Debrays Berufung auf Durkheim ist die „Kraft, deren Wirken das Individuum in der religiösen Erfahrung verspürt, … in Wirklichkeit … der Ausdruck der Macht der Gesellschaft über das Individuum.“
3. Das muntere Aufleben „der ältesten Götter“ erklärt sich einerseits durch das „zunehmend verbreitete Gefühl sozialer Verlorenheit, an dem insbesondere die sozial stark benachteiligten leiden“. Darum ist die heutige Gesellschaft als Sinngebungsinstanz unfähig und keine ernsthafte Konkurrenz. Andererseits liege ein Fall „historischer Amnesie“ vor: nach Scheitern von Neuerungen wird geschichtsvergessen auf „die guten allen … Lösungen“ zurückgegriffen, „obwohl man eigentlich weiß, dass diese Versuche, gelinde gesagt, nicht sehr erfolgreich gewesen sind“.

Daraus ergibt sich eine andere Zukunftsperspektive als für Debray, der meinte, dass die europäischen „Freidenker“ anderen Ländern „provinzlerisch“ „hinterherhinken“. Vielmehr sei, wie auch Jean Bricmont schon gegen Debray geltend gemacht hat, gerade „das Fehlen einer laizistischen und antireligiösen Tradition in den USA … für die Zurückgebliebenheit dieses Landes in religiöser Hinsicht verantwortlich“ – und selbst wenn uns ein derartiger „theologische(r) Dynamismus“ zeitlich noch bevorstehen würde, handelte es sich doch schlicht um „Regression“. Umgekehrt schlägt Bouveresse mit Bertrand Russell als Konsequenz vor: eine Gesellschaft müsse lernen, über ihre Leitideen „auf eine nicht religiöse Weise nachzudenken“. Insbesondere werde die Gesellschaft erst dann als Sinngebungsinstanz konkurrenzfähig, wenn sie das gegenwärtige „Gefühl sozialer Verlorenheit“ überwindet. Bouveresse stimmte daher Bricmont zu in der Anerkennung „für die Skeptiker, Aufklärer und Wissenschaftler …, die große Risiken auf sich genommen haben, damit wir heute frei von religiösen Glaubensvorstellungen leben können.“

## Werk (Auswahl)
- Prodiges et vertiges de l’analogie. De l’abus des belles-lettres dans la pensée, 1999
- Peut-on ne pas croire? Sur la vérité, la croyance et la foi, Marseille: Agone 2007, ISBN 2748900685